# Sielsowiet Chacieżyna
Sielsowiet Chacieżyna (biał. Хацежынскі сельсавет, ros. Хатежинский сельсовет) – sielsowiet na Białorusi, w obwodzie mińskim, w rejonie mińskim. W 2009 roku liczył 2265 mieszkańców. 

## Miejscowości
- agromiasteczko 
  - Chacieżyna
- wsie
  - Arechauskaja
  - Bohuszewo
  - Dubieńce
  - Gaiszcze
  - Hołówki
  - Kluje
  - Kozłówka
  - Miłasze
  - Nowaja Wioska
  - Pigasowo
  - Ptycz
  - Ryżyki
  - Stare Sioło
  - Tabory
  - Waskauszczyna
- chutor
  - Asinniki